# Mapastepec
Mapastepec – miasto w Meksyku, w stanie Chiapas.